# Brúará
O rio Brúará é um rio localizado na região de Suðurland, no sul da Islândia.
É alimentado pelo derretimento da neve acumulada no inverno na área de Rotarsandur e nos canyons de Brúará.